# Evert Schneider

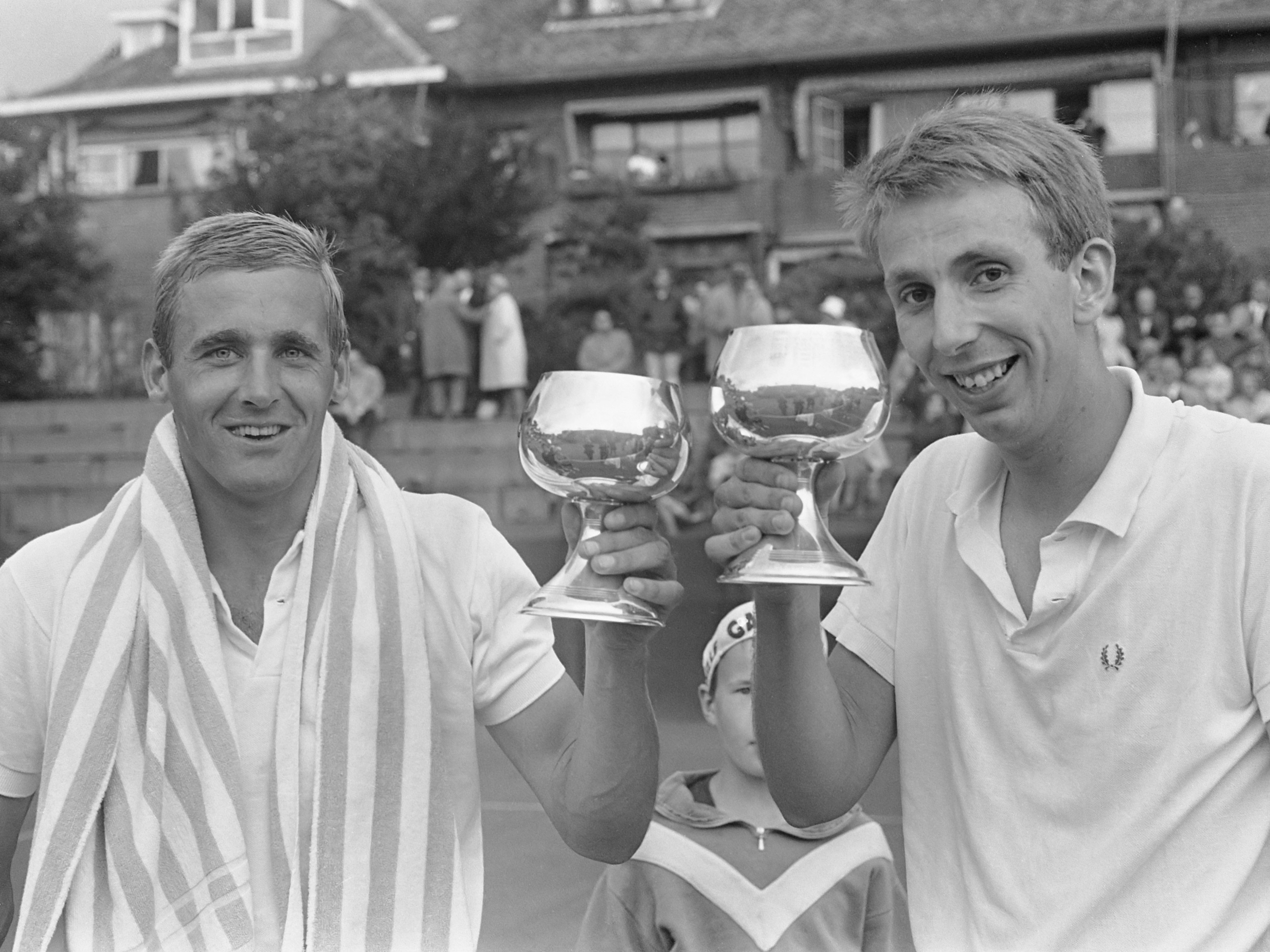
Jan Hajer en Evert Schneider (1967)

Evert Schneider (Den Haag, 4 februari 1942) is een Nederlands voormalig tennisser.
Schneider speelde bij de Lawn Tennis Vereniging Leimonias. Samen met Jan Hajer werd hij in 1962 kampioen mannendubbelspel van Nederland. Schneider speelde Davis Cup-wedstrijden voor Nederland. Op de Casino-tennisbanen (stadion) in Noordwijk maakte Evert Schneider in 1964 deel uit van het Davis Cup-team van Nederland samen met Piet van Eijsden, Willem Maris en Jan Hajer. Nederland verloor de Davis Cup-ontmoeting tegen Engeland met het sterke Engelse Davis Cup-team bestaande uit Mike Davies, Bobby Wilson, Mike Sangster en Billy Knight met 5-0. Ook tegen West-Duitsland in Noordwijk, speelde Evert Schneider Davis Cup en verloor tegen het sterke West-Duitse Davis Cup-team met Willem Bungert, Christian Kuhnke, Ingo Buding en Dietert Ecklebe met 0-5. Evert Schneider speelde ook op het Open Franse Kampioenschap en op het US Open.